# Canton de Vitry-le-François-Champagne et Der
Le canton de Vitry-le-François-Champagne et Der est une circonscription électorale française du département de la Marne.

## Histoire
Un nouveau découpage territorial de la Marne entre en vigueur à l'occasion des élections départementales de 2015. Il est défini par le décret du 21 février 2014, en application des lois du 17 mai 2013 (loi organique 2013-402 et loi 2013-403). Les conseillers départementaux sont, à compter de ces élections, élus au scrutin majoritaire binominal mixte. Les électeurs de chaque canton élisent au Conseil départemental, nouvelle appellation du Conseil général, deux membres de sexe différent, qui se présentent en binôme de candidats. Les conseillers départementaux sont élus pour 6 ans au scrutin binominal majoritaire à deux tours, l'accès au second tour nécessitant 12,5 % des inscrits au 1er tour. En outre la totalité des conseillers départementaux est renouvelée. Ce nouveau mode de scrutin nécessite un redécoupage des cantons dont le nombre est divisé par deux avec arrondi à l'unité impaire supérieure si ce nombre n'est pas entier impair, assorti de conditions de seuils minimaux. Dans la Marne, le nombre de cantons passe ainsi de 44 à 23.
Le canton de Vitry-le-François-Champagne et Der est formé de communes des anciens cantons de Vitry-le-François-Est (8 communes), de Saint-Remy-en-Bouzemont-Saint-Genest-et-Isson (7 communes), de Vitry-le-François-Ouest (9 communes), de Sompuis (10 communes) et de Reims 10e Canton (1 commune). Il est entièrement inclus dans l'arrondissement de Vitry-le-François. Le bureau centralisateur est situé à Vitry-le-François.

## Représentation
| Période élective | Période élective | Mandat | Mandat   | Identité           | Nuance | Nuance | Qualité |
| ---------------- | ---------------- | ------ | -------- | ------------------ | ------ | ------ | --- |
| 2015             | 2021             | 2015   | 2021     | Michel Bénéton     |        | RN     | Retraité, conseiller municipal de Vitry-le-François |
| 2015             | 2021             | 2015   | 2021     | Édith Erre         |        | RN     | Conseillère régionale |
| 2021             | 2028             | 2021   | en cours | Brigitte Hanse     |        | DVD    | Ancienne employée, conseillère municipale de Courdemanges |
| 2021             | 2028             | 2021   | en cours | Sébastien Mirgodin |        | DVC    | Assistant parlementaire, puis suppléant de Charles de Courson, Vitry-le-François Président national du Mouvement des Jeunes Centristes, organisation de jeunesse du parti Les Centristes |

### Résultats détaillés

#### Élections de mars 2015
À l'issue du 1er tour des élections départementales de 2015, trois binômes sont en ballottage : Michel Beneton et Edith Erre (FN, 37,27 %), Mariane Doremus et Thierry Mouton (PS, 28,78 %) et Thibaut Duchene et Isabelle Pestre (UMP, 28,69 %). Le taux de participation est de 49,29 % (8 734 votants sur 17 719 inscrits) contre 48,93 % au niveau départemental et 50,17 % au niveau national.
Au second tour, Michel Beneton et Édith Erre (FN) sont élus avec 34,78 % des suffrages exprimés et un taux de participation de 53 % (3 159 voix pour 9 401 votants et 17 739 inscrits).

#### Élections de juin 2021
Le premier tour des élections départementales de 2021 est marqué par un très faible taux de participation (33,26 % au niveau national). Dans le canton de Vitry-le-François-Champagne et Der, ce taux de participation est de 30,31 % (5 018 votants sur 16 556 inscrits) contre 28,76 % au niveau départemental. À l'issue de ce premier tour, deux binômes sont en ballottage : René Mautrait et Catherine Vega (Union au centre et à gauche, 30,6 %) et Brigitte Hanse et Sébastien Mirgodin (Union au centre et à droite, 25,43 %).
Le second tour des élections est marqué une nouvelle fois par une abstention massive équivalente au premier tour. Les taux de participation sont de 34,36 % au niveau national, 29,32 % dans le département et 31,52 % dans le canton de Vitry-le-François-Champagne et Der. Brigitte Hanse et Sébastien Mirgodin (Union au centre et à droite) sont élus avec 53,92 % des suffrages exprimés (2 561 voix pour 5 219 votants et 16 560 inscrits),,.

## Composition
Le canton de Vitry-le-François-Champagne et Der comprend trente-cinq communes entières.
| Nom                                          | Code Insee | Intercommunalité           | Superficie (km2) | Population (dernière pop. légale) | Densité (hab./km2) | Modifier                                    |
| -------------------------------------------- | ---------- | -------------------------- | ---------------- | --------------------------------- | ------------------ | ------------------------------------------- |
| Vitry-le-François (bureau centralisateur)    | 51649      | CC Vitry, Champagne et Der | 6,45             | 11 349 (2022)                     | 1 760              | modifier les données · modifier les données |
| Ablancourt                                   | 51001      | CC Vitry, Champagne et Der | 7,07             | 165 (2022)                        | 23                 | modifier les données · modifier les données |
| Arzillières-Neuville                         | 51017      | CC Vitry, Champagne et Der | 12,23            | 326 (2022)                        | 27                 | modifier les données · modifier les données |
| Aulnay-l'Aître                               | 51022      | CC Vitry, Champagne et Der | 8,36             | 176 (2022)                        | 21                 | modifier les données · modifier les données |
| Bignicourt-sur-Marne                         | 51059      | CC Vitry, Champagne et Der | 2,83             | 373 (2022)                        | 132                | modifier les données · modifier les données |
| Blacy                                        | 51065      | CC Vitry, Champagne et Der | 17,26            | 618 (2022)                        | 36                 | modifier les données · modifier les données |
| Blaise-sous-Arzillières                      | 51066      | CC Vitry, Champagne et Der | 6,89             | 318 (2022)                        | 46                 | modifier les données · modifier les données |
| Bréban                                       | 51084      | CC Vitry, Champagne et Der | 10,57            | 84 (2022)                         | 7,9                | modifier les données · modifier les données |
| Chapelaine                                   | 51125      | CC Vitry, Champagne et Der | 9,19             | 50 (2022)                         | 5,4                | modifier les données · modifier les données |
| Châtelraould-Saint-Louvent                   | 51134      | CC Vitry, Champagne et Der | 16,91            | 253 (2022)                        | 15                 | modifier les données · modifier les données |
| La Chaussée-sur-Marne                        | 51141      | CC Vitry, Champagne et Der | 22,05            | 764 (2022)                        | 35                 | modifier les données · modifier les données |
| Coole                                        | 51167      | CC Vitry, Champagne et Der | 29,92            | 156 (2022)                        | 5,2                | modifier les données · modifier les données |
| Corbeil                                      | 51169      | CC Vitry, Champagne et Der | 9,72             | 99 (2022)                         | 10                 | modifier les données · modifier les données |
| Courdemanges                                 | 51184      | CC Vitry, Champagne et Der | 19,16            | 388 (2022)                        | 20                 | modifier les données · modifier les données |
| Couvrot                                      | 51195      | CC Vitry, Champagne et Der | 8,05             | 796 (2022)                        | 99                 | modifier les données · modifier les données |
| Drouilly                                     | 51220      | CC Vitry, Champagne et Der | 2,43             | 144 (2022)                        | 59                 | modifier les données · modifier les données |
| Frignicourt                                  | 51262      | CC Vitry, Champagne et Der | 9,70             | 1 751 (2022)                      | 181                | modifier les données · modifier les données |
| Glannes                                      | 51275      | CC Vitry, Champagne et Der | 13,10            | 184 (2022)                        | 14                 | modifier les données · modifier les données |
| Huiron                                       | 51295      | CC Vitry, Champagne et Der | 13,28            | 302 (2022)                        | 23                 | modifier les données · modifier les données |
| Humbauville                                  | 51296      | CC Vitry, Champagne et Der | 16,85            | 75 (2022)                         | 4,5                | modifier les données · modifier les données |
| Lignon                                       | 51322      | CC Vitry, Champagne et Der | 7,50             | 119 (2022)                        | 16                 | modifier les données · modifier les données |
| Loisy-sur-Marne                              | 51328      | CC Vitry, Champagne et Der | 14,07            | 1 114 (2022)                      | 79                 | modifier les données · modifier les données |
| Maisons-en-Champagne                         | 51340      | CC Vitry, Champagne et Der | 29,14            | 551 (2022)                        | 19                 | modifier les données · modifier les données |
| Margerie-Hancourt                            | 51349      | CC Vitry, Champagne et Der | 21,87            | 181 (2022)                        | 8,3                | modifier les données · modifier les données |
| Marolles                                     | 51352      | CC Vitry, Champagne et Der | 4,38             | 803 (2022)                        | 183                | modifier les données · modifier les données |
| Le Meix-Tiercelin                            | 51361      | CC Vitry, Champagne et Der | 19,41            | 167 (2022)                        | 8,6                | modifier les données · modifier les données |
| Pringy                                       | 51446      | CC Vitry, Champagne et Der | 15,34            | 432 (2022)                        | 28                 | modifier les données · modifier les données |
| Les Rivières-Henruel                         | 51463      | CC Vitry, Champagne et Der | 11,97            | 158 (2022)                        | 13                 | modifier les données · modifier les données |
| Saint-Chéron                                 | 51475      | CC Vitry, Champagne et Der | 9,16             | 63 (2022)                         | 6,9                | modifier les données · modifier les données |
| Saint-Ouen-Domprot                           | 51508      | CC Vitry, Champagne et Der | 37,28            | 201 (2022)                        | 5,4                | modifier les données · modifier les données |
| Saint-Utin                                   | 51520      | CC Vitry, Champagne et Der | 10,17            | 72 (2022)                         | 7,1                | modifier les données · modifier les données |
| Sompuis                                      | 51550      | CC Vitry, Champagne et Der | 43,82            | 264 (2022)                        | 6,0                | modifier les données · modifier les données |
| Somsois                                      | 51551      | CC Vitry, Champagne et Der | 21,31            | 192 (2022)                        | 9,0                | modifier les données · modifier les données |
| Songy                                        | 51552      | CC Vitry, Champagne et Der | 15,06            | 267 (2022)                        | 18                 | modifier les données · modifier les données |
| Soulanges                                    | 51557      | CC Vitry, Champagne et Der | 12,37            | 457 (2022)                        | 37                 | modifier les données · modifier les données |
| Canton de Vitry-le-François-Champagne et Der | 5123       |                            | 514,87           | 23 412 (2022)                     | 45                 | modifier les données                        |

## Démographie
En 2022, le canton comptait 23 412 habitants, en évolution de −6,31 % par rapport à 2016 (Marne : −1,19 %, France hors Mayotte : +2,11 %).
| 2013   | 2018   | 2022   |
| ------ | ------ | ------ |
| 25 650 | 24 070 | 23 412 |